# Independiente (ciclismo)
La categoría de corredor independiente fue creada en los años 40 por la Real Federación Española de Ciclismo para amparar a los profesionales que no estaban encuadrados en ningún equipo, permitiéndoles pagar menos dinero por su licencia federativa y participar no solo en las carreras de profesionales sino también en muchas de las de aficionados.
A finales de los 50 sin embargo con el afianzamiento de los equipos patrocinados por casas comerciales y la imposibilidad de participaciones individuales en las carreras por etapas, la categoría de independiente se convirtió en un mero artificio administrativo, al que se solían acoger todos los profesionales en sus primeros años como tales.
Incoherentemente, la Federación separaba a los independientes de los profesionales propiamente dichos en los Campeonatos de España en Ruta, que se disputaban en carreras distintas para cada categoría, mientras que en los de Montaña y contrarreloj por Regiones competían todos juntos.
Internacionalmente, la categoría española de independiente resultaba también ambigua, y así mientras se les permitía participar en el Tour del Porvenir no podían hacerlo en los Juegos Olímpicos. Por otra parte los equipos que en los años 60 la Federación Española envió a competir en la Vuelta a Colombia y en la Vuelta a Guatemala estaban formados por corredores con licencia de independiente. 
En 1965 la Federación abolió la categoría de independiente para crear inmediatamente la de aficionado de 1ª especial, que cumplió la misma función.
- Datos: Q5915184